# 시모제키촌
시모제키촌(下関村)은 도야마현 이미즈군에 있던 촌이다. 현재의 다카오카시의 아이노카제와야마 철도선을 경계로 초등학교 구역이 남북으로 나뉘어져 있다. 

## 역사
- 1889년 4월 1일 - 정촌제 시행에 의해 이미즈군 시모제키촌이 성립하였다.
- 1925년 8월 1일 - 다카오카사에 편입되었다.

## 참고문헌
- 『市町村名変遷辞典』東京堂出版、1990年。